# Liste der Kulturdenkmale in Bahrenfleth
In der Liste der Kulturdenkmale in Bahrenfleth sind alle Kulturdenkmale der schleswig-holsteinischen Gemeinde Bahrenfleth (Kreis Steinburg) und ihrer Ortsteile aufgelistet (Stand: 10. März 2025).

## Legende
In den Spalten befinden sich folgende Informationen:
- Objekt-ID: die Nummer des Kulturdenkmales
- Lage: die Adresse des Kulturdenkmales und die geographischen Koordinaten. Kartenansicht, um Koordinaten zu setzen. In der Kartenansicht sind Kulturdenkmale ohne Koordinaten mit einem roten Marker dargestellt und können in der Karte gesetzt werden. Kulturdenkmale ohne Bild sind mit einem blauen Marker gekennzeichnet, Kulturdenkmale mit Bild mit einem grünen Marker.
- Offizielle Bezeichnung: Bezeichnung des Kulturdenkmales
- Beschreibung: die Beschreibung des Kulturdenkmales
- Bild: ein Bild des Kulturdenkmales

## Sachgesamtheiten
| Objekt-ID      | Lage                                     | Offizielle Bezeichnung | Beschreibung | Bild            |
| -------------- | ---------------------------------------- | ---------------------- | --- | --------------- |
| 41013 Wikidata | Dorfstraße (53° 51′ 53″ N, 9° 25′ 43″ O) | Kirche St. Nicolai     | Aktualisierung vorgesehen - Begründung: geschichtlich, künstlerisch, städtebaulich, Kulturlandschaft prägend - Schutzumfang: Kirche St. Nicolai mit Ausstattung, Glockenturm, Kirchhof, Grabmale bis 1870, Baumkranz | Fotos hochladen |
| 52703          | Hohenweg 1 (53° 51′ 1″ N, 9° 29′ 8″ O)   | Hofanlage Gravert      | Hofanlage Gravert; auf 17. Jh. zurückgehend; Haupthaus Fachhallenhaus mit reetgedecktem Satteldach, Außenwände Backstein (jünger), straßenseitiger Wohnteil mit Dachausbau, seitlicher Eingangsgiebel um 1900, zugehörige Hallenscheune - Begründung: geschichtlich, Kulturlandschaft prägend - Schutzumfang: Fachhallenhaus, Scheune | BW              |

## Bauliche Anlagen
| Objekt-ID     | Lage                                                    | Offizielle Bezeichnung             | Beschreibung | Bild                             |
| ------------- | ------------------------------------------------------- | ---------------------------------- | --- | -------------------------------- |
| 6243 Wikidata | Bahrenflether Deich 7 (53° 53′ 0″ N, 9° 25′ 30″ O)      | Hofanlage: Fachhallenhaus          | Alteintragung (Aktualisierung vorgesehen) - Begründung: Alteintragung (Aktualisierung vorgesehen) - Schutzumfang: Alteintragung (Aktualisierung vorgesehen) - Denkmaltyp: Bauliche Anlage | Fotos hochladen                  |
| 4104 Wikidata | Dorfstraße (Neuenkirchen) (53° 51′ 53″ N, 9° 25′ 43″ O) | Kirche St. Nicolai mit Ausstattung | Alteintragung (Aktualisierung vorgesehen) - Begründung: geschichtlich, künstlerisch, städtebaulich - Schutzumfang: Kirche St. Nicolai mit Ausstattung, Glockenturm - Denkmaltyp: Bauliche Anlage, Sachgesamtheit: Kirche St. Nicolai | weitere Fotos \| Fotos hochladen |
| 2646 Wikidata | Groß Bahrenfleth 6 (53° 52′ 46″ N, 9° 26′ 7″ O)         | Hofanlage: Fachhallenhaus          | Alteintragung (Aktualisierung vorgesehen) - Begründung: Alteintragung (Aktualisierung vorgesehen) - Schutzumfang: Alteintragung (Aktualisierung vorgesehen) - Denkmaltyp: Bauliche Anlage | Fotos hochladen                  |
| 6358 Wikidata | Groß Bahrenfleth 6 (53° 52′ 46″ N, 9° 26′ 9″ O)         | Hofanlage: Bargscheune             | Alteintragung (Aktualisierung vorgesehen) - Begründung: Alteintragung (Aktualisierung vorgesehen) - Schutzumfang: Alteintragung (Aktualisierung vorgesehen) - Denkmaltyp: Bauliche Anlage | Fotos hochladen                  |
| 6359 Wikidata | Groß Bahrenfleth 6 (53° 52′ 47″ N, 9° 26′ 9″ O)         | Hofanlage: sog. Backhaus           | Alteintragung (Aktualisierung vorgesehen) - Begründung: Alteintragung (Aktualisierung vorgesehen) - Schutzumfang: Alteintragung (Aktualisierung vorgesehen) - Denkmaltyp: Bauliche Anlage | Fotos hochladen                  |
| 6360 Wikidata | Groß Bahrenfleth 6 (53° 52′ 46″ N, 9° 26′ 8″ O)         | Hofanlage: Hofpflaster             | Alteintragung (Aktualisierung vorgesehen) - Begründung: Alteintragung (Aktualisierung vorgesehen) - Schutzumfang: Alteintragung (Aktualisierung vorgesehen) - Denkmaltyp: Bauliche Anlage | Fotos hochladen                  |
| 6842          | Hohenweg 1 (53° 51′ 1″ N, 9° 29′ 8″ O)                  | Fachhallenhaus                     | Fachhallenhaus; auf 17. Jh. zurückgehend; Haupthaus der Hofanlage mit reetgedecktem Satteldach, Außenwände Backstein (jünger), straßenseitiger Wohnteil mit Dachausbau, seitlicher Eingangsgiebel um 1900 - Begründung: geschichtlich, Kulturlandschaft prägend - Schutzumfang: gesamtes Objekt - Denkmaltyp: Bauliche Anlage, Sachgesamtheit: Hofanlage Gravert | BW                               |

## Gründenkmale
| Objekt-ID     | Lage                                                    | Offizielle Bezeichnung | Beschreibung | Bild                             |
| ------------- | ------------------------------------------------------- | ---------------------- | --- | -------------------------------- |
| 9952 Wikidata | Dorfstraße (Neuenkirchen) (53° 51′ 53″ N, 9° 25′ 43″ O) | Kirchhof               | Alteintragung (Aktualisierung vorgesehen) - Begründung: geschichtlich, Kulturlandschaft prägend - Schutzumfang: Kirchhof, Grabmale bis 1870, Baumkranz - Denkmaltyp: Gründenkmal, Sachgesamtheit: Kirche St. Nicolai | weitere Fotos \| Fotos hochladen |